# Bloody Angle
Der Bloody Angle ist ein Knick im Straßenverlauf in der Doyers Street in Chinatown in Manhattan, New York City.
In den 1920er Jahren war der Stadtteil Chinatown stark von Bandenkriegen geprägt. Viele Banden organisierten sich in sogenannten Tongs und bekämpften sich gegenseitig. Die Tongs, die teilweise aus einer Familiensippe bestanden oder einfach aus einer eingeschworenen kriminellen Bruderschaft wie die On Leong oder Hip Sing, lieferten sich am Knick in der Doyers Street immer wieder blutige Bandenkämpfe. Das brachte dem Ort den Beinamen Blutige Ecke ein. Immer wieder wurden Mitglieder anderer Banden unter fadenscheinigen Vorwänden in die Doyers Street in einen Hinterhalt gelockt. Erst ein 1933 geschlossener Waffenstillstand bereitete dem Morden ein Ende.